# Лескина, Ульяна Григорьевна
Улья́на Григо́рьевна Ле́скина (1915—1996) — украинский советский работник сельского хозяйства, птичница, Герой Социалистического Труда (1966).

## Биография
Родилась 19 октября 1915 года.
Работала птичницей колхоза «Светлый путь» Октябрьского района Волгоградской области.
Умерла 8 мая 1996 года. Похоронена в Киеве на Берковецком кладбище.